# Cleora obiana
Cleora obiana là một loài bướm đêm trong họ Geometridae.